# Понте Амеріго Веспуччі
Понте Амеріго Веспуччі (італ. Ponte Amerigo Vespucci) — міст через річку Арно у Флоренції, названий на честь славетного флорентійського мореплавця Амеріго Веспуччі. Міст з’єднує набережні Лунгарно Амеріго Веспуччі і Лунгарно Содеріні.

## Історія мосту
У 1908 році планувалось збудувати міст через Арно в історичному лівобережному районі Олтра́рно (з італ. – "за Арно") для зближення церкви Сан Фредіано ін Честелло з протилежним берегом Флоренції, але ці плани не здійснились.  
У 1949-1950 з матеріалів, що залишились на руїнах підірваних в 1944 нацистами мостів, було споруджено перший для обслуговування цієї церкви тимчасовий міст до вулиці Вія Меленьяно - міст Меленьяно. На той час сусідні мости Понте алла Каррайя і Понте ді Сан Нікколо ще не були відновлені.
З нагоди п'ятисотріччя з дня народження Амеріго Веспуччі в 1952-1954 було проведено конкурс на будівництво нового мосту і за проектом його переможців - архітекторів Джорджо Джузеппе Горі, Енцо Горі і Ернесто Неллі та інженера Ріккардо Моранді - в 1955-1957 було збудовано міст, який поєднує давні традиції, щоб не порушити гармонію історичного центру, з сучасними тенденціями мостобудування. Для збереження духу історичного центру міст був вимощений такими ж матеріалами (порфірами), як і історичні вулиці поблизу церкви Сан Фредіано, а залізні перила зроблені у стилі перил фонтану, що знаходиться біля Палаццо Пітті. 
Сусідніми мостами є: зі східної сторони Понте алла Каррайя, з західної - Понте алла Вітторія.

## Галерея

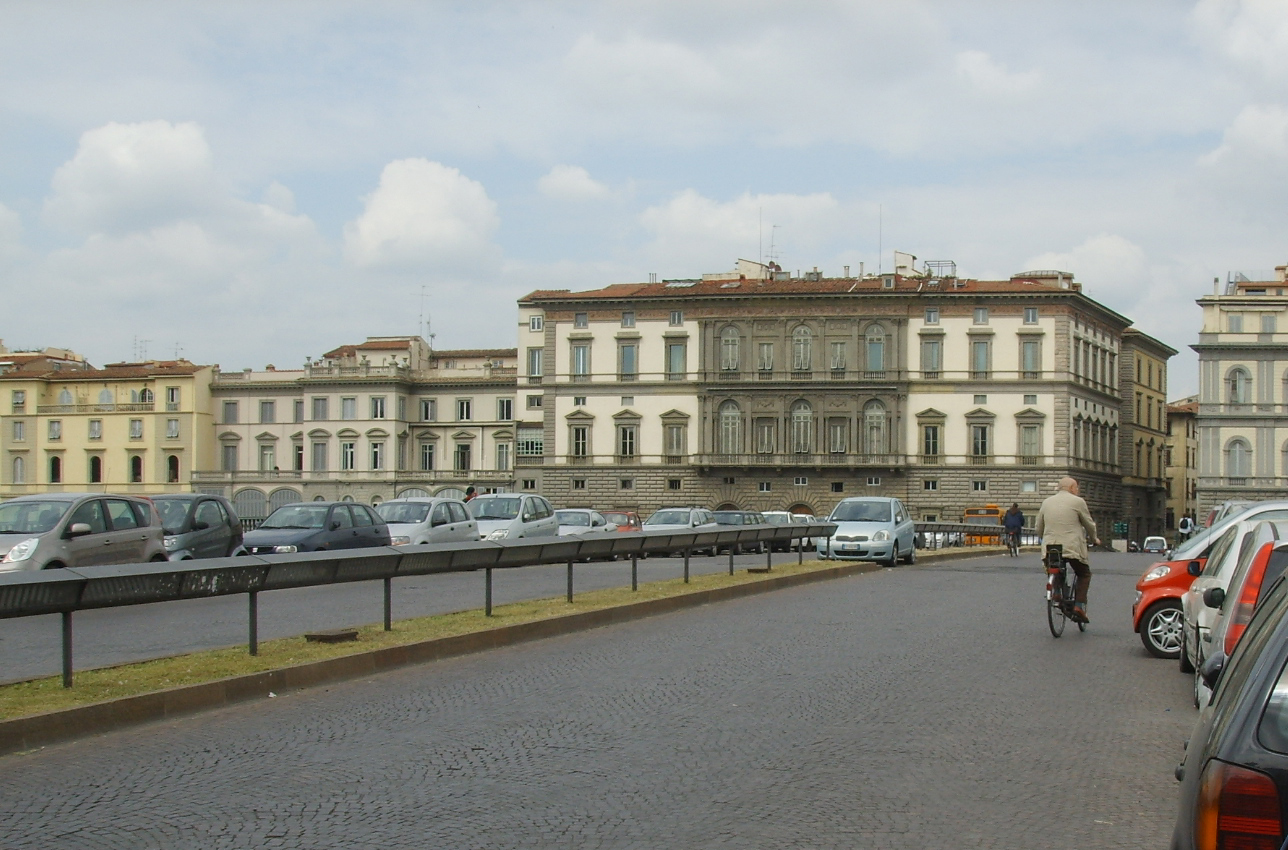
Традиційне для історичного центру мощення
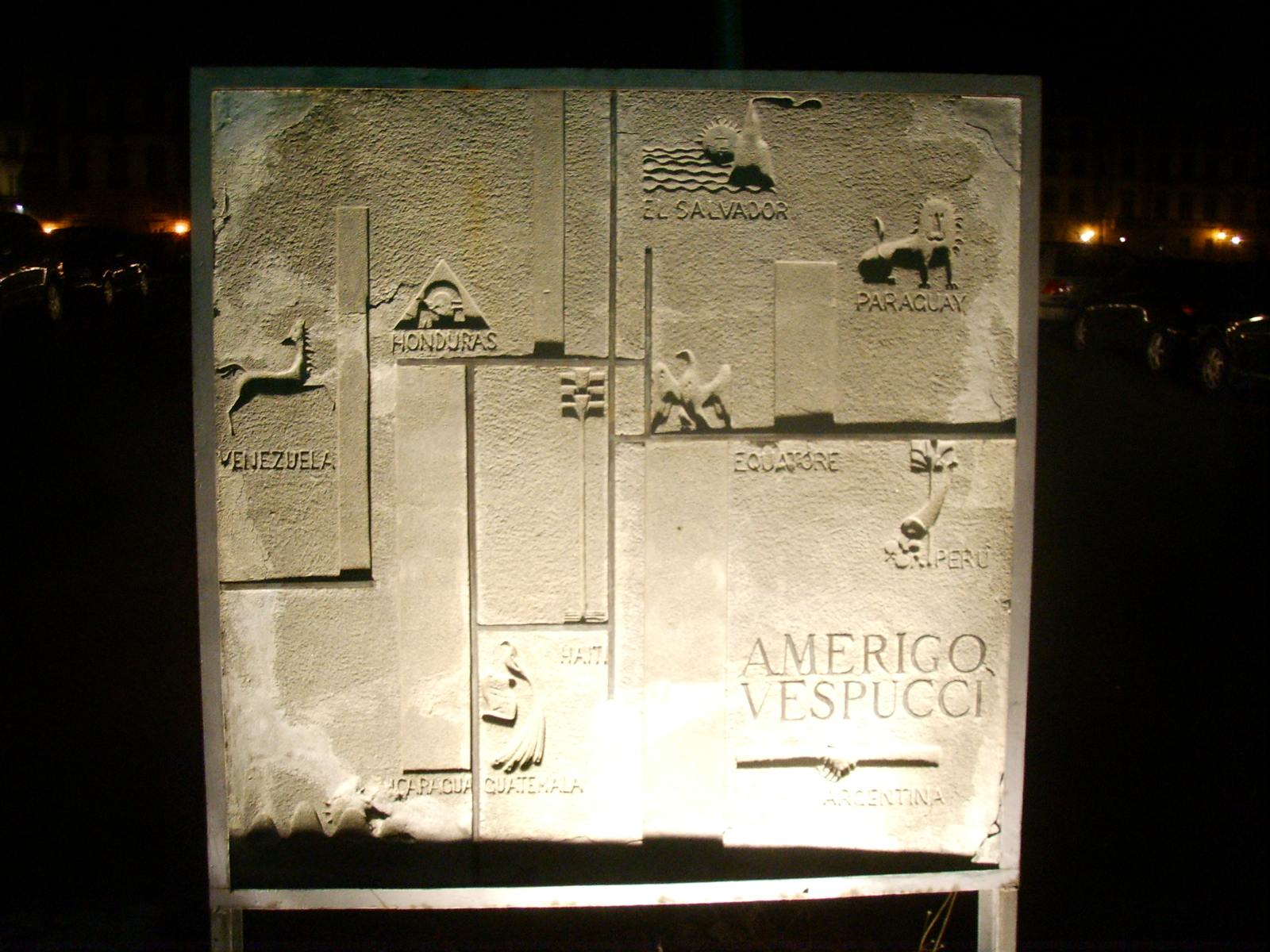
Табличка
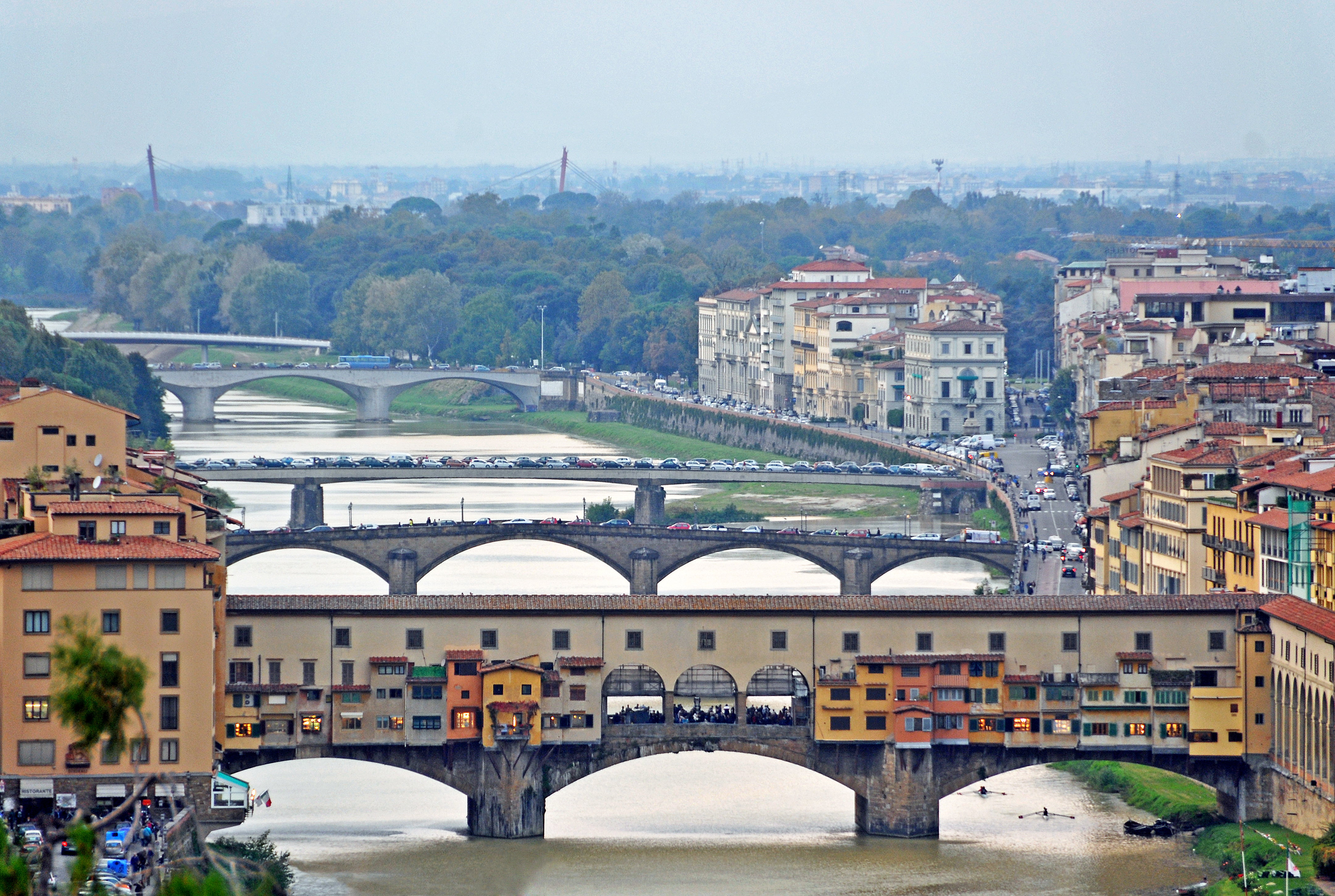
В гармонії з іншими мостами Флоренції
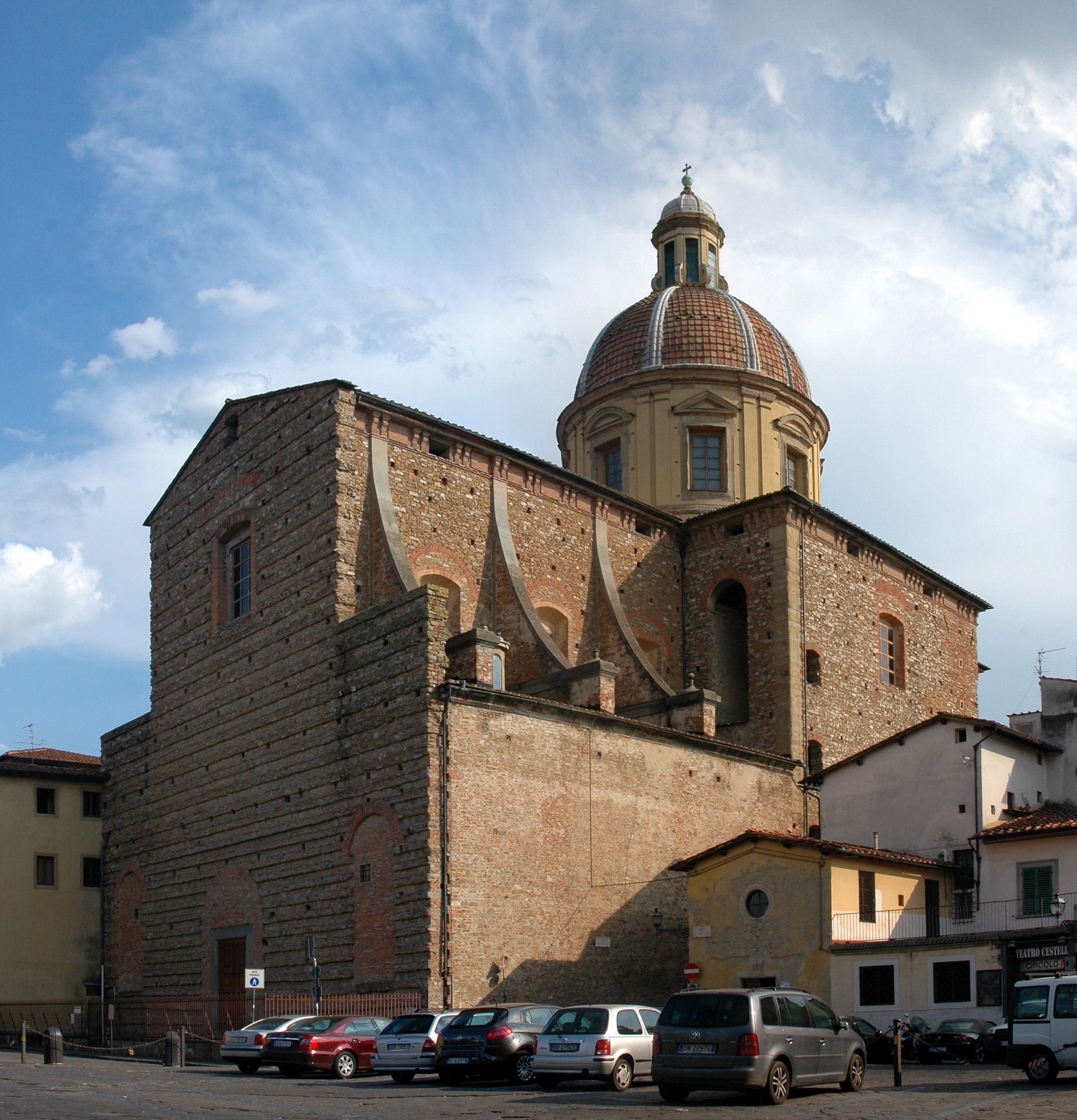
Церква Сан Фредіано